# میچیو یاماچی
میچیو یاماچی (انگلیسی: Michio Yamauchi؛ زادهٔ ۱ ژانویهٔ ۱۹۵۰) عکاس اهل ژاپن است.
او یک عکاس خیابانی است که بر عکاسی انسان در توکیو تمرکز دارد.

## پیشه
میچیو یاماچی در یک روستای کوهستانی در Nishimikawa، Aichi (که در حال حاضر بخشی از آیچی) است، در ۲۳ اکتبر ۱۹۵۰ به دنیا آمد. او در دانشکده ادبیات در دانشگاه واسدا تحصیل کرد و پس از فارغ‌التحصیلی در سن ۲۹ سالگی وارد مدرسه شبانه در مدرسه عکاسی توکیو (در حال حاضر مدرسه هنرهای بصری توکیو شد). در سال ۱۹۸۲، او در همان سال از مدرسه عکاسی توکیو فارغ‌التحصیل شد و در یک گالری مستقل به نام کمپ Image part شرکت کرد. در طول این زمان، Yamauchi تحت Daido Moriyama مورد مطالعه قرار گرفت. پس از آن، Yamauchi بیش از ۱۰ سال را به عنوان یک عکاس مستقل سپری کرد، که بیشتر در گالری‌های مستقل شرکت می‌کرد و عکس‌هایی که او می‌گرفت را نمایش می‌داد. Yamauchi در نهایت بر انتشار کتاب‌های عکاسی خود پس از انتشار "به مردم" و "شهر" (،)تمرکز کرد. از این نقطه به بعد، Yamauchi، ضمن ادامه عکاسی در توکیو، به سمت خارج از کشور شروع به حرکت کرد.